# Pesu (Wedi)
Pesu is een bestuurslaag in het regentschap Klaten van de provincie Midden-Java, Indonesië. Pesu telt 1557 inwoners (volkstelling 2010).